# Australiens flotta

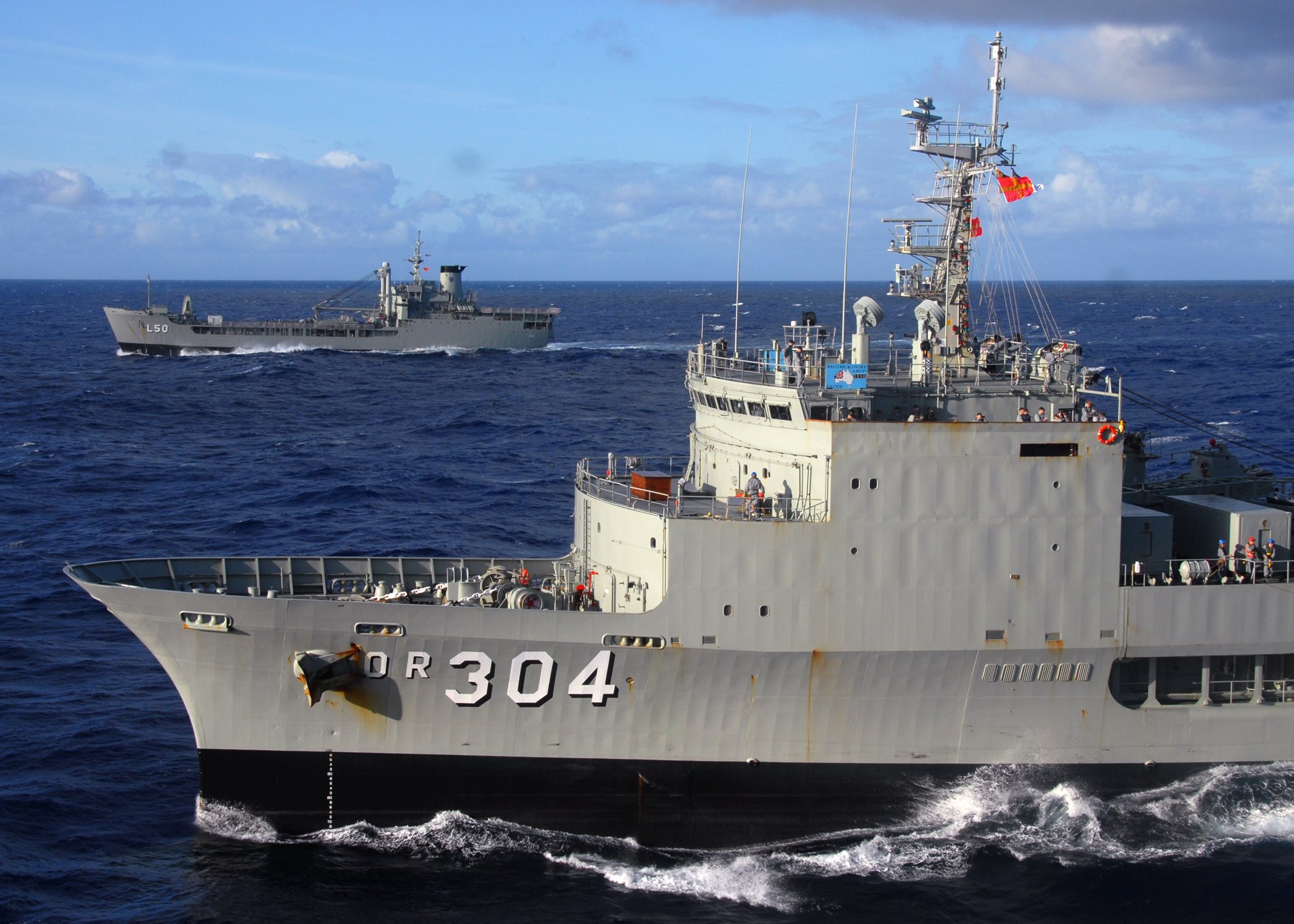
HMAS Success (närmast) och HMAS Tobruk år 2008.

Australiens flotta (engelska: Royal Australian Navy, RAN) är det australiska försvarets sjöstridskrafter.

## Historik
Organisationen bildades 1901 ur Commonwealth Naval Forces efter Australiska statsförbundets grundande, bestående av de tidigare brittiska koloniernas, de nuvarande staternas, flottor. Det nuvarande manet antogs 1911.
Storbritanniens flotta fortsatte att stå för bevakning av de omkringliggande haven fram till Andra världskriget när RAN expanderade och köpte in hangarfartyg och andra större ytfartyg för att kunna patrullera större områden i Stilla havet och Indiska oceanen.

## Nutid
Idag är RAN en av de största och mest avancerade sjöstridskrafterna i Stillahavsregionen, med en betydande närvaro i Indiska oceanen och deltagande över hela världen som stöd för militära och fredsbevarande kampanjer. Flottan består av omkring 60 fartyg, inklusive fregatter, ubåtar, patrullfartyg och underhålls- samt transportfartyg. Sedan 1982 har Australien inte längre något hangarfartyg i flottan. Nutida uppdrag för flottan inkluderar att bistå den internationella styrkan i Irak, stöd för FN:s insatser i Östtimor samt insatser tillsammans med Nya Zeeland på Salomonöarna.
Australiens flotta har två huvudbaser: Fleet Base East/HMAS Kuttabul i Sydney på östkusten samt Fleet Base West/HMAS Stirling utanför Perth på västkusten.